# Anolis parvicirculatus
Anolis parvicirculatus (берріосабальський аноліс) — вид ігуаноподібних ящірок родини анолісових (Dactyloidae). Ендемік Мексики.

## Поширення і екологія
Берріосабальські аноліси мешкають на заході центрального Чіапасу. Вони живуть в сухих тропічних лісах і сосново-дубових лісах. Зустрічаються на висоті від 500 до 1200 м над рівнем моря.